# Halictus pentheri
Halictus pentheri är en biart som beskrevs av Blüthgen 1923. Halictus pentheri ingår i släktet bandbin, och familjen vägbin. Inga underarter finns listade i Catalogue of Life.